# Uranoscopus
Uranoscopus is een geslacht van straalvinnige vissen uit de familie van sterrenkijkers (Uranoscopidae). Het geslacht is voor het eerst wetenschappelijk beschreven in 1758 door Linnaeus.

## Soorten
- Uranoscopus affinis Cuvier, 1829
- Uranoscopus albesca Regan, 1915
- Uranoscopus archionema Regan, 1921
- Uranoscopus bauchotae Brüss, 1987
- Uranoscopus bicinctus Temminck & Schlegel, 1843
- Uranoscopus cadenati Poll, 1959
- Uranoscopus chinensis Guichenot, 1882
- Uranoscopus cognatus Cantor, 1849
- Uranoscopus crassiceps Alcock, 1890
- Uranoscopus dahlakensis Brüss, 1987
- Uranoscopus dollfusi Brüss, 1987
- Uranoscopus filibarbis Cuvier, 1829
- Uranoscopus fuscomaculatus Kner, 1868
- Uranoscopus guttatus Cuvier, 1829
- Uranoscopus japonicus Houttuyn, 1782
- Uranoscopus kaianus Günther, 1880
- Uranoscopus marisrubri Brüss, 1987
- Uranoscopus marmoratus Cuvier, 1829
- Uranoscopus oligolepis Bleeker, 1878
- Uranoscopus polli Cadenat, 1951
- Uranoscopus scaber, opkijker Linnaeus, 1758
- Uranoscopus sulphureus Valenciennes, 1832
- Uranoscopus tosae Jordan & Hubbs, 1925